# Sauchy-Cauchy
Sauchy-Cauchy ist eine Gemeinde im französischen Département Pas-de-Calais in der Region Hauts-de-France. Sie gehört zum Kanton Bapaume (bis 2015 Kanton Marquion) im Arrondissement Arras. Sie grenzt im Norden und im Nordosten an Oisy-le-Verger, im Südosten an Sauchy-Lestrée, im Süden an Marquion, im Südwesten an Baralle und im Westen an Rumaucourt. Sauchy-Cauchy wird vom Canal du Nord passiert.

## Bevölkerungsentwicklung
| Jahr      | 1962 | 1968 | 1975 | 1982 | 1990 | 1999 | 2008 | 2013 |
| --------- | ---- | ---- | ---- | ---- | ---- | ---- | ---- | ---- |
| Einwohner | 399  | 365  | 340  | 374  | 386  | 411  | 400  | 374  |